# IBM High Availability Cluster Multiprocessing
IBM High Availability Cluster Multiprocessing – klaster wysokiej dostępności dla systemów operacyjnych AIX i Linux pracujących na maszynach IBM z procesorami Power (System p). HACMP umożliwia powiązanie maszyn fizycznych (maksymalnie 32 węzły) w logiczny klaster dla aplikacji wymagających wysokiej dostępności. Kopie aplikacji są instalowane i konfigurowane na poszczególnych węzłach klastra w taki sposób, aby mogły pracować w trybie aktywnym lub pasywnym. Klaster zapewnia automatyczne podniesienie aplikacji na węźle pasywnym w przypadku błędów danego węzła aktywnego, dzięki czemu uzyskuje się ciągłość dostępności danej aplikacji i jednocześnie oszczędność zasobów sprzętowych. W celu zwiększenia niezawodności klastra poszczególne węzły klastra powinny być odseparowane od siebie fizycznie (np. powinny mieć osobne zasilanie).